# Национална гарда (Француска)
Национална гарда (фр. la Garde nationale) је била француска милиција у периоду од 1789. до 1872. године.

## Историја
Национална гарда створена је од стране трећег сталежа током Француске револуције. Након заузећа Бастиље, буржоазија преузима управу над Паризом. Стални комитет постаје Париска комуна. Париска полиција постала је Национална гарда на челу са генералом Лафајетом. У периоду од 1792. до 1795. године Националну гарду су чинили припадници санкилота. Гарда је постојала у периоду Наполеонових ратова, а званично је распуштена од 1827. до 1830. године. Током Француско-пруског рата (1870-1871), на Гарду је гледано као на револуционарну организацију. То је довело до њеног распада. Француска је 2016. године најавила поновно успостављање Националне гарде као одговор на терористичке нападе.